# Борода, Елена Викторовна
Елена Викторовна Бород́а (Владимирова) (род. 9 января 1976, г. Рассказово, Тамбовская область, СССР) — российский филолог, детский писатель, литературный критик. Доктор филологических наук (2011). Лауреат Международной детской литературной премии имени В. П. Крапивина (2011), финалист Международной литературной премии «Книгуру» (2016).

## Биография
В 2000 году окончила филологический факультет Тамбовского государственного университета имени Г. Р. Державина (ТГУ) и работала преподавателем Педагогического колледжа (2000)
В 2003 году в Тамбовском государственном университете имени Г. Р. Державина защитила диссертацию на соискание учёной степени кандидата филологических наук по теме «Проза Е. И. Замятина: поэтика конфликта в замкнутом пространстве»; научный руководитель — доктор филологических наук, профессор Л. В. Полякова; официальные оппоненты — доктор филологических наук, профессор А. И. Ванюков и кандидат филологических наук, доцент О. Е. Чернышова; ведущая организация — Воронежский государственный университет.
В 2011 году в Тамбовском государственном университете имени Г. Р. Державина защитила диссертацию на соискание учёной степени доктора филологических наук по теме «Художественные открытия Е. И. Замятина в контексте поисков русской литературы второй половины XX — начала XXI веков» (специальность 10.01.01 — русский язык); научный консультант — доктор филологических наук, профессор Л. В. Полякова; официальные оппоненты — доктор филологических наук, профессор Е. Б. Скороспелова, доктор филологических наук, профессор А. И. Ванюков и доктор филологических наук, профессор Н. Н. Комлик; ведущая организация — Воронежский государственный университет.
С 2013 года — заведующий кафедрой профильной довузовской подготовки Педагогического института Тамбовского государственного университета имени Г. Р. Державина.
Область научных интересов: современная, детская, научно-фантастическая литература.